# Acide hentriacontylique
L'acide hentriacontylique ou acide hentriacontanoïque (nom systématique) est un acide gras saturé à longue chaîne (C31:0) de formule chimique CH3–(CH2)29–COOH. On l'extrait de la cire produite à partir de la tourbe ou encore du lignite.